# Plagithmysus claviger
Plagithmysus claviger är en skalbaggsart som först beskrevs av Sharp 1900.  Plagithmysus claviger ingår i släktet Plagithmysus och familjen långhorningar. Inga underarter finns listade i Catalogue of Life.